# Relaciones Alemania-Uruguay
Las relaciones Alemania-Uruguay son las relaciones exteriores entre Alemania y Uruguay. Alemania tiene una embajada en Montevideo. Uruguay tiene una embajada en Berlín, un consulado general en Hamburgo y 6 consulados honorarios (en Bremen, Düsseldorf, Frankfurt, Múnich, Potsdam y Stuttgart). Alemania es el principal socio comercial de Uruguay en el Unión Europea.

## Historia

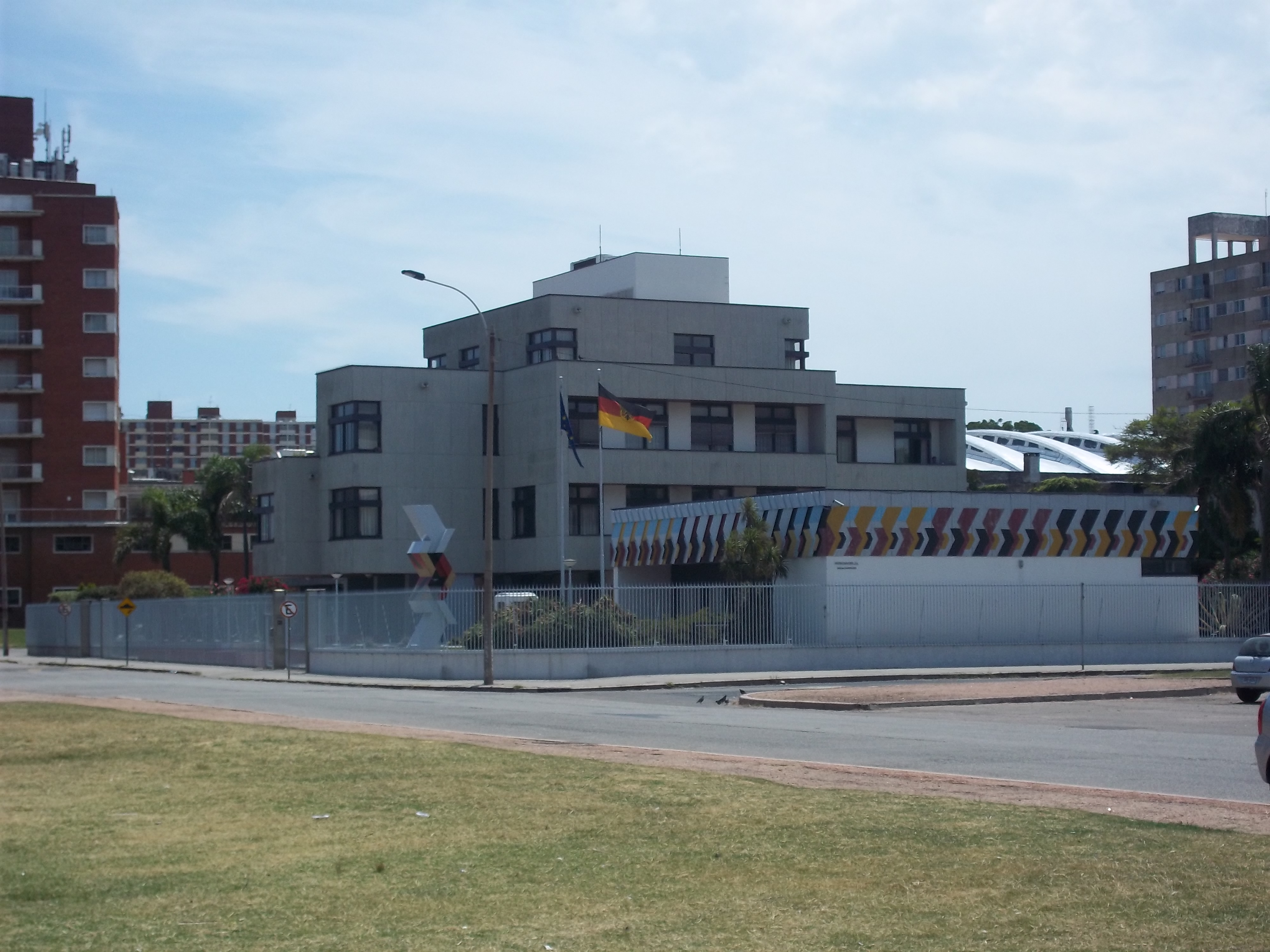
Embajada alemana en Montevideo

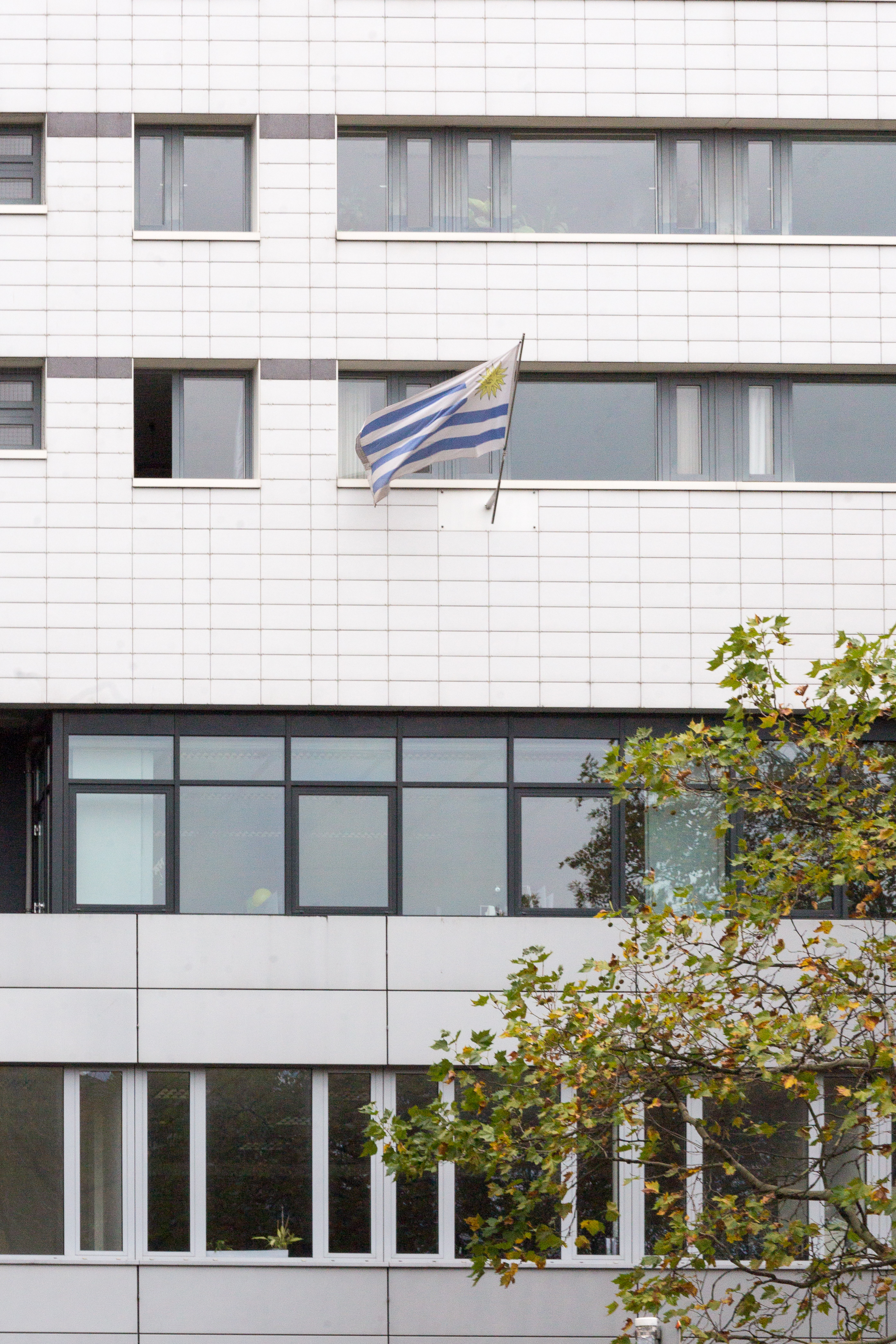
Embajada de Uruguay en Berlín

A partir de la década de 1850 los inmigrantes alemanes han hecho una contribución importante al desarrollo de Uruguay. Ambos países establecieron relaciones diplomáticas el 23 de junio de 1856.
Durante Primera Guerra Mundial, Uruguay rompió relaciones diplomáticas con Alemania.
En la década de 1930 y 1940, Uruguay ofreció asilo a los judíos alemanes que escapaban del régimen nazi. El presidente uruguayo Gabriel Terra intercambió telegramas con Adolf Hitler. En diciembre de 1939 —en el marco de la Segunda Guerra Mundial— tuvo lugar la Batalla del Río de la Plata frente a las costas de Montevideo, en la cual las fuerzas británicas se enfrentaron a las alemanas. Finalmente, el crucero pesado de la Kriegsmarine, el Admiral Graf Spee fue hundido por su propia tripulación. En 1940 Alemania amenazó con romper las relaciones diplomáticas con Uruguay.
Alemania nazi manifestaron que Uruguay dio refugio al Carnarvon Castle después de haber sido atacado por un asaltante nazi. El barco fue reparado con chapa de acero según los informes rescatado del Graf Spee.
El 25 de enero de 1942 Uruguay rompió relaciones diplomáticas con la Alemania nazi. Por su parte, el 21 de febrero de 1945 el Estado uruguayo declaró la guerra a Alemania y Japón. Después de la Segunda Guerra Mundial, Uruguay estableció relaciones diplomáticas tanto con el República Federal de Alemania y la República Democrática Alemana.
A partir de 1948 comunidades menonitas de origen alemán se establecieron en Uruguay y fundaron localidades en el interior del país.

En octubre de 2011, el presidente de Uruguay José Mujica realizó una visita oficial a Alemania.

## Cultural
Hay un Instituto Goethe en Uruguay. El Colegio Alemán de Montevideo, es una escuela alemana binacional que se abrió en 1857. Fue la primera escuela alemana para abrir en origen sudamericano es un Uruguay Alemania conjunta examen de ingreso a la universidad que califica tomadores para la universidad en ambos países. Una escuela de lengua alemana está a cargo de la menonitas. se ha firmado un acuerdo de cooperación cultural, el 8 de mayo de 1989.

## Comercio
Las exportaciones a Alemania desde Uruguay eran de 205 millones de euros y Uruguay las importaciones procedentes de Alemania fueron de 133 millones de euros en 2009. Alemania es el principal socio comercial del país en la Unión Europea. Alemania es quinto en la general entre los países de exportación a Uruguay, después de Brasil, EE. UU., Argentina y México. Alemania es séptimo en la lista de los países de importación, después de Brasil, Argentina, EE. UU., china, Venezuela y Rusia. Uruguay es 84.º entre los proveedores de Las importaciones alemanas y 108 entre los compradores de las exportaciones alemanas.

## Fundaciones políticas
La Fundación Friedrich Ebert y la Fundación Konrad Adenauer tienen representación en Montevideo. Otras fundaciones alemanas incluyen el Fundación Friedrich Naumann para la Libertad, Fundación Heinrich Böll y la Fundación Rosa Luxemburg.